# Matteo Maria Zuppi
Matteo Maria Zuppi (Roma, 11 d'octubre de 1955) és un cardenal i arquebisbe catòlic italià, des del 27 d'octubre de 2015 arquebisbe metropolità de Bolonya.

## Trajectòria
Renebot per par de mare del cardenal Carlo Confalonieri, Matteo Maria Zuppi va entrar al seminari de Palestrina, va obtenir el títol de llicenciat en teologia a la Pontifícia Universitat del Laterà, després es va llicenciar en humanitats a la Universitat de Roma La Sapienza, amb una tesi sobre la història del cristianisme.
Ordenat prevere el 1981 a la catedral de Sant Agapit màrtir de Palestrina, i des d'aquell any fins al 2000 fou vicerector ajudant de la basílica de Santa Maria in Trastevere de Roma, de la qual va ser rector fins al 2010. Del 2005 al 2010 va ser prefecte de la tercera prefectura de Roma. Rector de l'església de Santa Croce alla Lungara (des del 1983), membre del consell presbiteral (des del 1995), el 2010 va ser nomenat rector de la parròquia de l'església de Santi Simone i Giuda Taddeo a Torre Angela i el 2011, prefecte de la XVII prefectura de Roma. També és capellà de Sa Santedat (des del 2006) i assistent eclesiàstic general de la Comunitat de Sant'Egidio (des del 2000).
El 1990, juntament amb Andrea Riccardi, Jaime Pedro Gonçalves i Mario Raffaelli, va exercir el paper de mediador en les negociacions entre el govern de Moçambic (aleshores controlat pels socialistes del Front d'Alliberament de Moçambic) i el partit de Resistència Nacional de Moçambic, compromesos des de 1975 en una guerra civil. La mediació va conduir el 4 d'octubre de 1992, després de 27 mesos de negociacions, a la signatura dels acords de pau de Roma que sancionaven la fi de les hostilitats. Per a aquests esdeveniments, Zuppi i Riccardi són designats ciutadans honoraris de Moçambic. Més tard va continuar operant amb l'anomenada “diplomàcia paral·lela” de la Comunitat de Sant’Egidio.

### Bisbe auxiliar de Roma

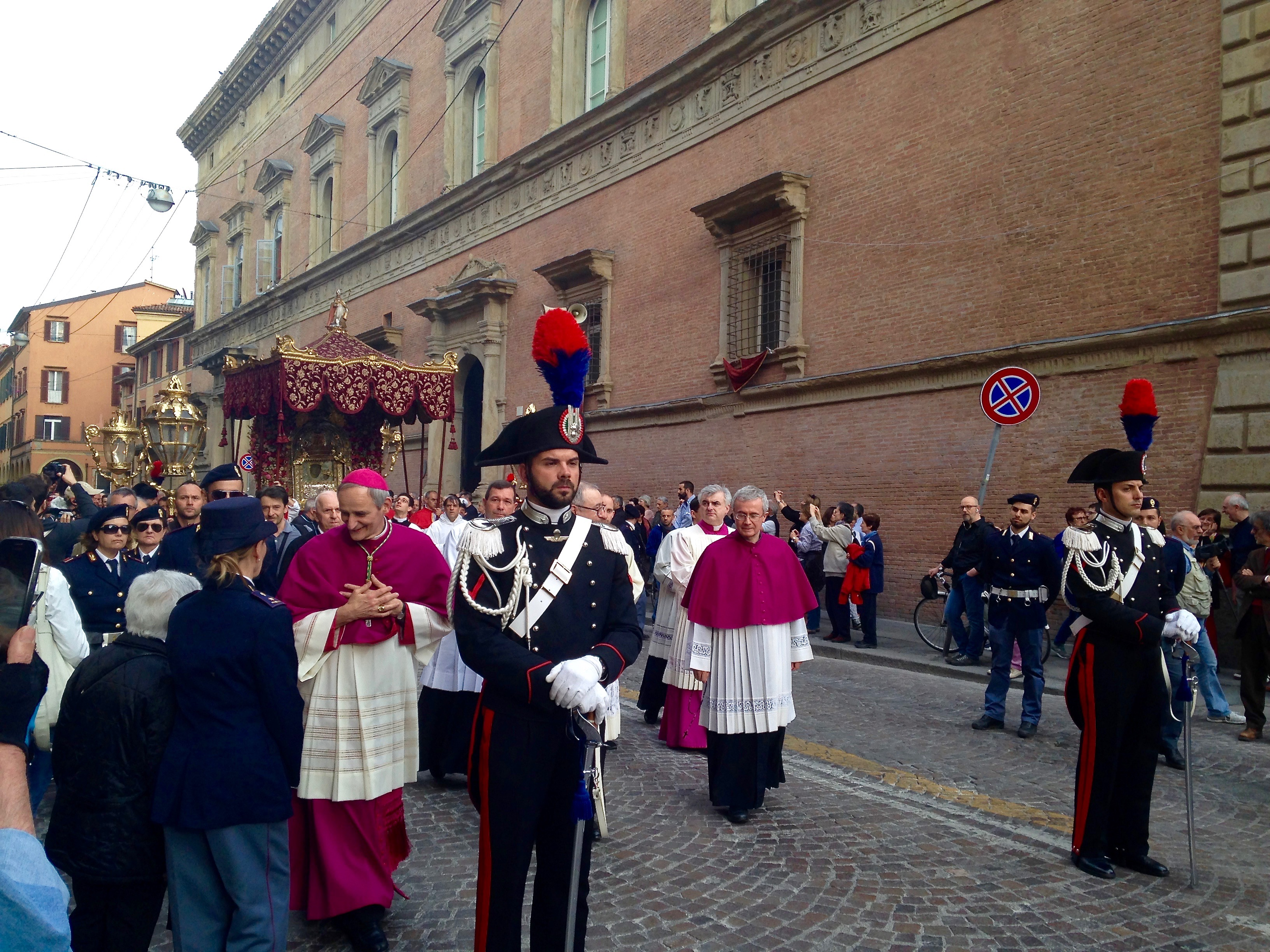
L'arquebisbe de Bolonya Zuppi mentre escortava en processó anual la icona de la Madonna di San Luca al santuari homònim

El 31 de gener de 2012 el papa Benet XVI el va nomenar bisbe auxiliar de Roma i bisbe titular de Villanova; el 14 d'abril següent va rebre l'ordenació episcopal, a la basílica de Sant Joan del Laterà, de mans del cardenal Agostino Vallini, amb l'arquebisbe Giovanni Battista Pichierri i el bisbe Vincenzo Paglia (després arquebisbe) com a co-consagradors.

### Arquebisbe de Bolonya
El 27 d'octubre de 2015, el papa Francesc el va nomenar arquebisbe metropolità de Bolonya, després que Carlo Caffarra renunciés per motius d'edat. El 12 de desembre va prendre la possessió canònica de l'arxidiòcesi i va obrir la porta santa de la catedral de Sant Pere.
El 29 de juny de 2016, va rebre el pal·li a la basílica de Sant Pere del Vaticà pel papa Francesc. El pal·li, segons les instruccions del Sant Pare, li va imposar el nunci apostòlic Adriano Bernardini el 4 d'octubre següent, a la basílica de San Petronio, amb motiu de la festa patronal, en presència dels bisbes de les diòcesis sufragànies d'Imola Tommaso Ghirelli, de Ferrara-Comacchio Luigi Negri i de Faenza-Modigliana Mario Toso.
El 9 de setembre de 2017, a la catedral de Sant Pere, va presidir el solemne funeral del seu predecessor, el cardenal Carlo Caffarra.
L'1 d'octubre de 2017, va donar la benvinguda al papa Francesc en una visita pastoral a Bolonya per a la conclusió del congrés eucarístic diocesà. És un dels pocs arquebisbes que va celebrar la missa tridentina després del motu proprio Summorum Pontificum.

### Cardenalat
Durant l'Àngelus de l'1 de setembre del 2019, el papa Francesc va anunciar la seva creació com a cardenal al consistori del 5 d'octubre següent. Va rebre el títol de Sant'Egidio, un nou títol cardenalici instituït pel Papa per a l'ocasió.

## Escut
A l'escut hi ha:
- el llibre de l'Evangeli, sobre el qual està gravada la frase, extreta de l'evangeli segons Joan, "Levate oculos vestros ad messem" (Alça els ulls cap a la collita);[8]
- un riu, que recorda Roma, la seva ciutat natal, fundada sobre el riu Tíber;
- la Creu amb l'A i l'Ω, el senyal de Crist, principi i final de totes les coses, present a l'arc triomfal de la basílica de Santa Maria in Trastevere de Roma, on l'arquebisbe va viure la major part del seu ministeri sacerdotal.
- El lema «Gaudium Domini fortitudo vestra» ("La joia del Senyor és la vostra força")

## Publicacions
- Zuppi, Matteo Maria. La Confessione, il perdono per cambiare.  Cinisello Balsamo: Edizioni San Paolo, 2010. ISBN 978-88-215-6821-3.
- Zuppi, Matteo Maria. Guarire le malattie del cuore: itinerario quaresimale.  Cinisello Balsamo: Edizioni San Paolo, 2013. ISBN 978-88-215-7649-2.
- Zuppi, Matteo Maria. Odierai il tuo prossimo come te stesso. Perché abbiamo dimenticato la fraternità.  Casale Monferrato: EEdizioni Piemme, 2019. ISBN 978-88-566-7233-6.